# Gare de Lillebonne
La gare de Lillebonne est une gare ferroviaire française (fermée) de la ligne de Bréauté - Beuzeville à Gravenchon-Port-Jérôme, située sur le territoire de la commune de Lillebonne, dans le département de la Seine-Maritime, en région Normandie.
Elle est mise en service en 1882 par la Compagnie des chemins de fer de l'Ouest. En 1909, elle devient une gare de l'Administration des chemins de fer de l'État et en 1938, elle est reprise par la Société nationale des chemins de fer français (SNCF).
Elle est fermée en 1965, puis détruite.

## Situation ferroviaire
Établie à 10 mètres d'altitude, la gare de Lillebonne est située au point kilométrique (PK) 216,606 de la ligne de Bréauté - Beuzeville à Gravenchon-Port-Jérôme, entre les gares de Gruchet - Saint-Antoine (fermée) et de Gravenchon-Port-Jérôme. 
Du temps de son fonctionnement, la gare comportait plusieurs voies.

## Histoire
La gare de Lillebonne est mise en service le 31 juillet 1882 par la Compagnie des chemins de fer de l'Ouest, lorsqu'elle ouvre à l'exploitation le tronçon de Bolbec à Lillebonne. 
C'est la gare terminus de la ligne jusqu'en 1933, avec l'ouverture du prolongement jusqu'à la gare de Gravenchon-Port-Jérôme. Néanmoins elle reste le terminus du service des voyageurs, l'embranchement n'étant ouvert qu'au trafic des marchandises.
Elle est fermée en 1965 après l'arrêt de l'exploitation voyageurs entre Bolbec-Ville et Lillebonne.

## Service des voyageurs
Lillebonne est fermée, comme la ligne, au service des voyageurs.

## Traces de la gare
Il ne reste plus de vestiges de la gare, seuls la voie unique, le passage à niveau et un espace vert marquent son emplacement.